# Premio de Poesía So-Wol
El premio de poesía So-Wol es uno de los premios literarios más prestigiosos de Corea del Sur. Fue creado por la editoria Moonhaksasangsa en 1986, para conmemorar el alma de la poesía de Kim Sowol.
Se selecciona a los premiados en un proceso con dos rondas, en el que se seleccionan primero los poemas publicados, luego los evalúan profesores universitario, críticos literarios, poetas, editores de revistas de poesía y periodistas literarios. La primera ronda también incluye los resultados de la consulta a los lectores de Moonhaksasang, la revista literaria publicada por Moonhaksasangsa. Después, en la ronda final, críticos literarios de renombre y poetas eligen 10 obras: una gana el primer premio y las demás son nombradas obras recomendadas.
Moonhaksasangsa publica cada año la recopilación de los poemas premiados.
Lista de los premiados y el título de los poemas en orden cronológico.
| Año  | Título                                                                             | Autor             |
| ---- | ---------------------------------------------------------------------------------- | ----------------- |
| 1986 | <그릇 1> El tazón 1                                                                | Oh, Seyoung       |
| 1987 | <우리 나라의 숲과 새들> El bosque y los pájaros de nuestro país                    | Song, Soogwon     |
| 1988 | <임진강에서> En el río Imjin                                                       | Chung, Hoseung    |
| 1989 | <숨길 수 없는 노래> La canción del soplón                                          | Lee, Seong-bok    |
| 1990 | <떠도는 환유> La metonimia itinerante                                              | Kim, Seunghee     |
| 1991 | <山頂墓地> Una tumba tranquila en la montaña                                       | Cho, Jeongrae     |
| 1992 | <화엄에 오르다> Subir a Hwaum                                                      | Kim, Myeongin     |
| 1993 | <뼈저린 후회> Un resentimiento doloroso                                            | Hwang, Jiwoo      |
| 1994 | <고도를 위하여> Para Godo                                                          | Im, Youngjo       |
| 1995 | <단추를 채우면서> Abrochando botones                                               | Chun, Yanghee     |
| 1996 | <키 큰 남자를 보면> Si ves un hombre alto                                          | Moon, Jeonghee    |
| 1997 | <사람들은 왜 모를까> ¿Por qué la gente no sabe?                                    | Kim, Yongtaek     |
| 1998 | <고래를 기다리며> Esperando una ballena                                            | Ahn, Dohyeon      |
| 1999 | <사랑으로 나는> Por amor, yo                                                       | Kim, Jeonglan     |
| 2000 | <잘 익은 사과> Una manzana bien pelada                                             | Kim, Hyesoon      |
| 2001 | <백련사 동백숲길에서> En el caminio de los bosques de camelia del templo Baekryeon | Ko, Jaejong       |
| 2002 | <지구의 가을> Otoños de la tierra                                                  | Lee, Moonjae      |
| 2003 | <둥근, 어머니의 두레밥상> Alrededor de la mesa doorae de mamá                      | Chung, ilgeun     |
| 2004 | <아무르 강가에서> En el lado del río Amur                                          | Park, Chungdae    |
| 2005 | <시간의 동공> La pupila del tiempo                                                 | Park, Jootaek     |
| 2006 | <그맘때에는> Sobre ese momento                                                     | Moon, Taejoon     |
| 2007 | <섶섬이 보이는 방> En la habitación donde se ve la isla Seop                       | Na, Heedeok       |
| 2008 | <크나큰 잠> Un gran sueño                                                          | Chung, Kkeutbyeol |
| 2009 | <가슴의 환한 고동 외에는> Excepto el luminoso pálpito de mi corazón                | Park, Hyungjoon   |
| 2010 | <공중> En el aire                                                                  | Song, Jaehak      |
| 2011 | <복사꽃 아래 천년> Mil años bajo las flores del melocotonero                       | Bae, Hanbong      |
| 2012 | <길 위의 식사> Una comida en el camino                                             | Lee, Jaemoo       |
| 2013 | <북천-까마귀> Bukcheon-Crow                                                        | Yoo, Hongjoon     |